# TSUKASA (作曲家)
TSUKASA（ツカサ、Tu-Casa  1960年1月16日 - ）は、日本のソングライター・編曲家TEDDY&MELVIN。本名、藤田司（ふじた つかさ）。東京都生まれ、神奈川県横浜市出身。

## 概要
アメリカ生まれの父の影響でアメリカンクラシックポップスを聴き幼少期をすごす。母親の影響でエルヴィス・プレスリー、トム・ジョーンズ、エンゲルベルト・フンパーディンク、バート・バカラックを歌うディオンヌ・ワーウィック等を聴いて育つ。父の他界後、ビートルズの「カム・トゥゲザー」に衝撃を受ける。東京農業大学第一高等学校卒業後、武蔵野音楽学院で楠本卓司、日野元彦に師事。ヤマハポピュラーソングコンテスト、EastWest、フレッシュサウンズコンテスト出場をきっかけに、ドラマーとしてコンサート、テレビ等で演奏。
自身のバンド・TRY-X解散後、1987年『湘南爆走族』サウンドトラックで作曲家としてデビュー。J-POP系のアーティスト中心に作品提供を行う。1993年から1996年まで、Teddy&Melvin名義で編曲音楽ユニットとして活動。2000年5月ミニソロアルバムTSUKASA 発表。
2009年から作家活動と並行して、音楽とコンテンポラリー・ダンスとのユニット・Still...you turn me onで創作活動していたが、2012年から休止中。
2019年末から新たに自らのパーソナルな音楽を追求し、2020年6月、T-PROJECTとしてフランス在住のオペラ歌手・高橋美千子、フランス在住コンテンポラリー・ダンサー、Mary Katakra。日本在住アーティスト・Sayaka Asaiとのコラボ作品をオンラインにて配信。2021年3月25日にユニット・CASA-OMNIで楽曲・MVを正式発表する。

## 主な楽曲提供アーティスト

### 作曲
- アイドルプロジェクト
  - オ・ン・ナの果実
  - Crystal Generation
- 相沢友子
  - Discolor days
  - Empty cans
  - 生きてゆく場所
  - 通学路
  - カタルシス
  - サヨナラ
  - 百万の嘘
  - 再会
  - 僕の毎日
  - 一畳分の小宇宙（テリトリー）
  - 言いだせなくて
  - 僕のせいじゃない
  - "LDKのハコブネ
  - 安心毛布
  - 朝
  - ビデオカセット
  - コースライン
  - Dear
- 秋間香織
  - CYBORG MERMAID
- 嵐
  - 時代
  - いつかのSummer
- YeLLOW Generation
  - …by my side
- 五十嵐浩晃
  - 僕が見つめてる〜Good days, Bad days〜
- 石田ひかり
  - Tomorrow（イシダCMソング）
  - サイクリング
- 稲垣潤一
  - セブンティ・カラーズ・ガール
  - 君らしくない
  - YES,SHE CAN
  - September Rain
- 池田聡
  - jealous guy
- 太田貴子
  - ZUTTO KITTO MOTTO（『魔法の天使クリィミーマミ』1998年発売のLD-BOX特典）
  - chapter true love（『魔法のアイドルパステルユーミ』MV）
- 大塚純子
  - 8月の坂道
- 大植三奈江
  - 心の勇気
- 小野賢章
  - For the glory days
- 小野正利
  - いつのまにか君を（アニメ『ママはぽよぽよザウルスがお好き』初代エンディングテーマ）
  - 君にきた夏
  - どうなってゆくかもわからないのに
  - Harnonizs Tears
  - Single Man
  - sympathy（サンスター「APホワイト」CMソング）
- 小原慶子
  - ふたりに風が吹く
- 笠原弘子
  - コンディション・グリーン（『機動警察パトレイバー』オープニング・テーマ）
- 風間トオル
  - 蒼いゲレンデ
- 葛山信吾
  - 君にはきっとかなわない
- かとうれいこ
  - 恋をしましょう
  - したたかな女神
- 金子美香
  - de ja vu 〜そばにいて（『超時空要塞マクロスII -LOVERS AGAINI』エンディング・テーマ）
- Coming Century
  - Be with you
- 河相我聞
  - Sunny Day Shining Day
  - HERE
- 川添文代
  - 冷たい夏
- 上坂すみれ
  - lotus love　（5th ALBUM『ANTHOLOGY & DESTINY』）
- 川村カオリ
  - CRY BABY CRY
  - ガレージの中のWarrior
  - Mr. Loser
- 関ジャニ∞
  - Glory Glory
- 関西ジャニーズJr
  - So bad
  - Blow out
  - ぼくに聞くのかい（少年たち (ミュージカル)2010年より）
- 菊田知彦
  - ケンカのあとで（『花より男子』エンディング主題歌）
  - 普通の日曜日に（『花より男子』オープニング主題歌）
- 菊池健一郎
  - jump
- 木原さとみ
  - もしもの春
- 北出菜奈
  - 不自由な朝
- 草地章江
  - Magic
  - Hanky Panky
- COO
  - Baby don't cry
  - Angel
- 栗林みえ
  - いい子になろう
  - 最初のKISS
- 熊田曜子
  - kiss me kss you again
- Cloudy day
  - knock on
- 倖田來未
  - love across the ocean（カネボウ化粧品「テスティモ」CMソング）
- 國府田マリ子
  - My best friend
- 郷ひろみ
  - 僕らのヒーロー（NHK『みんなのうた』）
- 小嶋希代子
  - 笑顔の魅力（ちから）
- GOLF&MIKE
  - ニッポンニアイニイクヨ
- SATTIN
  - beauty monster
- 佐藤寛之
  - Na Na Na
  - Love me
  - 君のKAKERA
  - Working in the Rain
  - こわれやすい恋
  - Cloudy Sky
  - Bye3
  - Love me
- 椎名恵
  - 月曜と雨の日は
- 篠原理佳
  - Far away
- SHIHO
  - Shake your body
- 下川みくに
  - コンディション・グリーン 〜緊急発進〜
- シャーリー・クァン
  - Feel for you
- ジャニーズWEST　
  - Rainbow Dream
- 鈴木崚汰阿座上洋平　（磯崎健史と共作）
  - 双炎の肖像（勇気爆発バーンブレイバーンエンディングテーマ曲）
- 湘南爆走族（東映映画 湘南爆走族 サウンドトラック）
  - おれたちゃ本気TONK
  - ゴンダでCha Cha Cha／桃太郎
  - 木漏れ日の午後に
- 少年隊
  - PANDORA'S BOX
  - "D"
- JAMOSA（JAMOSA、Leccaと共作）
  - ROSE〜エールを贈るよ〜 feat. Lecca
- 3-THREE-
  - エキセントリック ムーン
- 清水綾子
  - デジャブー
- 鈴里真帆
  - 泣いてなんかない（ヴィクトリアCMソング）
  - Fallin' Love Again（ミキハウスCMソング）
  - 終わらないLove Song（テレビ朝日『邦子がタッチ』エンディングテーマ）
  - らしくないBLUE BLUE DAY（テレビ朝日『リングの魂』エンディングテーマ）
  - 予感
  - きっときっと
  - 止められない想い
  - セイル・アウェイ
  - 意地悪なバースデイ・リング
  - 3度目のメリー・ロンリー・クリスマス
  - YES
  - シャクだけど
- 千堂あきほ
  - Diamond body
- ZONE
  - Fortune
- 髙嶋政宏
  - 胸が痛い（ミリオンカード（UFJカード ）CMソング）
  - こわれるくらい抱きしめたい（『ツインズ教師』エンディング主題歌）　　　
  - Good day
  - Einstein
  - Regret woman
- 髙橋真梨子
  - Cry
- 滝沢秀明
  - 夏の星座（TBSバラエティ『ガキバラ帝国2000!』エンディング）
- Wトラブル（和田アキ子、岡本茂樹） - 日本テレビ系『歌スタ!!』コラボ企画「和田スタ!!」から選ばれた予備校講師の岡本茂樹とのユニット
  - Brand New PARADISE
- 玉置成実
  - 明日の君
- 堂本光一
  - It's a groove（『SHOCK』劇中歌）
- TOKIO
  - Get Your Dream
- DOGGY BAG
  - LOVE PARADISE
- とみたゆう子
  - 真夜中の災難
- 9nine
  - 流星のくちづけ（TBSドラマNEO『放課後はミステリーとともに』主題歌）
- 中里あき子
  - REAL TIME
- 永田真代
  - Tender love
- 中原麻衣
  - 青イ鳥、消エタ
  - タイムカプセル
- 七つ星
  - 天使たちのジングル・ベル
  - 12月の特別な夜
- 西川弘志
  - エデンの夏
  - 灼熱のヴィーナス
  - さよならをもう一度
  - リトルチャンプ
  - ジュリア
- バースデイズ
  - HAPPY BIRTHDAY（ポンキッキーズ21）
- 早見優
  - ほほ笑みあえる（ヤマザキ春のパンまつりキャンペーンソング）
- 晴山さおり
  - She's
- 伴都美子
  - Before sunset
- 久川綾
  - 未来の微笑み
  - ライバルなんか蹴っ飛ばせ
  - Crystal generation
- 久松史奈
  - SAY
  - 大っキライだけど愛してる
  - Brand New Day
  - CRY
  - おはようの前に
- ひふみかおり
  - 笑い飛ばしてやる
- ビリー・プレストン
  - Go where no ones gone before （アニメ『L/R』オープニングテーマ）
- HIROMI
  - 手のひらの荒野
- ピンキーピンキー
  - つぼみの気持ち
- PINK SAPPHIRE
  - 綺麗になりたい
- Fire Bomberマクロス7
  - LIGHT THE LIGHTLIVE FIRE!!（アニメ『マクロス7』挿入歌）
- V6
  - Darling（TBS系ドラマ『きみはペット』主題歌）
  - やっぱ、シンプル（TBS系『学校へ行こう!』テーマソング）
- 福原香織
  - オチャメロディカルビューティバンバン（「Aチャンネル」キャラクターソング）
- 降幡愛
  - 夏のミラージュ（きまぐれオレンジ☆ロード） - アルバム「Memories of Romance in Summer」収録
- Fool
  - Dance tonight
- Folder5
  - Midnight Train
- Hey! Say! JUMP
  - 冒険ライダー（Your Seed/冒険ライダー）（『お台場冒険王ファイナル〜君が来なくちゃ終われない!〜』イメージソング）
  - BORN IN THE EARTH
- ポチ
  - 恋はFIFTY FIFTY
- 星井七瀬
  - ファーストステップ
  - 太陽のジュース
- myco
  - クリスマスにくちづけを（テレビ朝日系「金曜ナイトドラマ」『独身3!!』主題歌）
  - Dear a Friend
- 松下萌子
  - Summer Breeze
- Mana
  - Lay offf
- 水沢瑶子（現 波多江美鈴）
  - 最後の笑顔
- 水島康宏
  - 枯れ葉色のクレッシェンド（テレビ朝日系アニメ『ママレード・ボーイ』第2エンディングテーマ）
- 南野陽子
  - 宝石だと思う〜ノエルの丘で〜
  - これっきりにしよう
- 村井麻里子
  - 水に描いた街
  - Solitude standing
- 森川美穂
  - 心のパーキングゾーン（毎日放送『地球ZIG ZAG』テーマソング）
  - きらいになりたい
- 森田剛
  - PAINT IT BLACK
- 八乙女光
  - 憧れのEgoist
- 山下徹大
  - レインボー〜消えてしまった虹のうた
  - レイジー・クレイジー
- 山田孝之
  - 真夏の天使 〜All I want for this Summer is you〜（『大好き!五つ子4』主題歌）
- 山本実枝
  - 孤独の戦士（日本テレビ系ドラマ『素敵にダマして!』挿入歌）
  - BRAND NEW DREAM
- 遊助
  - 湘南妄想物語
- ゆうゆ（岩井由紀子）
  - 渚のリボン
  - ロマンティックマーケット
- 横山智佐
  - 時間の迷宮（『雲界の迷宮ZEGUY』エンディングテーマ）
- 吉田栄作
  - 抱きしめたい（テレビ東京ドラマ『あいつがとまらない!』主題歌）
  - 美しい花
  - OH!太陽野郎
  - アスファルトの地平線
  - BORO BORO
- 吉野千代乃
  - 月夜のモノローグ
  - もう一度始まる
  - JINX
- ラブライブ!
  - Dreamin' Go! Go!!（5thライブの『プレミアムチケット』特典曲）
- Little Baby
  - Moon
- 和田加奈子
  - 夏のミラージュ
  - C.クローデルの罪
  - See You
  - Le Vent Doux
  - ママはライバル
  - パパのJAZZ
  - Dreamin' Lady
  - 月のHOTEL
  - Baby ClassのGrandmother

### 作詞・作曲
- 天野浩成
  - 君に会いたくて
- 嵐
  - 時代（テレビドラマ『金田一少年の事件簿』主題歌）
- 大原櫻子　
  - メロディー（共作詞：亀田誠治）（コロプラ「白猫プロジェクト」CMソング・アルバム『V (ビバ)』収録）
- SE7EN　
  - We need is love（Dangerman収録・共作曲：陶山隼）
- つぼみ大革命
  - 虹の向こうへ（読売テレビ『ワケあり!レッドゾーン』エンディングテーマ）
- Dream5
  - 神様ヤーヤーヤー（テレビ東京アニメ『ダンボール戦機ウォーズ』エンディングテーマ）
- V6
  - Remember
  - 上弦の月（夏野芹子と共作、フジテレビ系『お笑いV6病棟!』テーマソング）
- BOYFRIEND
  - Brand New Day
- ラナhanakoマキサック（ラナと共作）
  - 神様お願い

### 作曲・編曲
- 麻倉もも　
  - ハピネスピース（『パンプキン・ミート・パイ』カップリング曲）
- Ace File
  - ガラスのペンギン
- 仮面ライダーGIRLS
  - Girls be Ambitious （パチンコ『仮面ライダーV3 フルスロットル』使用曲）
- 斉藤壮馬
  - スプートニク （『夜明けはまだ／ヒカリ断ツ雨』カップリング曲）
- 島谷ひとみ
  - ソルジャーソルジャー（日本テレビ『それゆけ！ゲームパンサー』エンディングテーマ、ABC朝日放送『ビーバップハイヒール』エンディングテーマ）
- 「寿美菜子ブルーローズ」&「津田健次郎ファイアーエムブレム」&「伊瀬茉莉也ドラゴンキッド」
  - 恋するヒロイン（『TIGER & BUNNY』キャラクターソング）
- ドリーミング
  - ドレミファアンパンマン（日本テレビ系アニメ『それいけ!アンパンマン』エンディングテーマ）
- 水島康宏
  - 風は翼に乗る翼は風に乗る（OVA『マップス』主題歌）
  - 編曲：Teddy & Melvin名義
- 遊助
  - 湘南妄想物語
- 日向坂46　
  - その他大勢タイプ　（8thシングル 月と星が踊るMidnight（初回仕様限定盤 TYPE-C／CD+Blu-ray） カップリング、 作曲　じょーてつし 名義

### 作詞・作曲・編曲
- アイドリング!!!
  - Shine On（アルバム『GOLD EXPERIENCE』収録）
- 麻倉もも
  - 恋のプレリュード（1sアルバム『Peachy!』収録曲）
- ウエンツ瑛士とガチャピン&ムック
  - ラッキーでハッピー（『ポンキッキ』コーナーソング）
- 植草克秀

　　• sha la la （ミニアルバム『Polaris』)
- ClariS
  - NEN・DO・ROIDO（PSPゲーム『ねんどろいど じぇねれ〜しょん』のダンスソング）
- 寿美菜子
- Summer breeze（「Aチャンネル」「ユー子」キャラクターソング）
- 20th Century
  - 20 sensation

## 器楽曲
- CHASERS（テレビ朝日系『ゴリラ・警視庁捜査第8班』後期オープニング・テーマ）